# Þverá (Borgarfjörður)
Der Fluss Þverá, der streckenweisen auch den Namen Kjarrá trägt, befindet sich in Westisland in der Gemeinde Borgarbyggð.

## Flussverlauf und Namen
Die Quellen der Þverá liegen in Seen auf der Hochebene Tvídægra. Von dort fließt sie durch einige Täler und wird in diesen nach den Tälern Kjarrá bzw. Örnólfsdalsá genannt. Danach trägt sie wieder den Namen Þvérá.
Als solche mündet sie bei Stafholtsey in die Hvítá.

## Wichtigste Daten
Die Gesamtlänge des Flusses beträgt 64 km; 18 km unter dem Namen Þvérá, 18 km als Örnólfsdalsá und 32 km als Kjarrá.
Die durchschnittliche Wassermenge des Quellflusses beträgt 15 m³/s.

## Geschichte
Im 12. Jahrhundert wurde eine lokale Thingversammlung auf eine Landzunge zwischen Þvérá und Hvítá verlegt und blieb dort als sog. Þvérárþing bis in die Neuzeit.

## Angeln
Auch die Þvérá / Kjarrá ist ein bekannter Lachsfluss.